# سيسيل بالمر
سيسيل بالمر (بالإنجليزية: Cecil Palmer)‏ (14 يوليو 1873 - 26 يوليو 1915) هو ضابط ولاعب كريكت بريطاني (وحمل سابقاً جنسية المملكة المتحدة لبريطانيا العظمى وأيرلندا). شارك مع منتخب إنجلترا للكريكت.

## وصلات خارجية
- سيسيل بالمر على موقع إي آس بي آن كريك إنفو (الإنجليزية)